# Central Mongolia Airways
Central Mongolia Airways (kurz CMA) war eine mongolische Charterfluggesellschaft mit Sitz in Ulaanbaatar und Basis auf dem Chinggis Khaan International Airport.

## Unternehmen
CMA operierte mit Hubschraubern im gesamten Gebiet der Mongolei. Es werden u. a. auch im Sommer Touristenrundflüge angeboten. Die Flotte besteht aus Hubschraubern des russischen Herstellers Mil.